# Памятник Я. М. Свердлову (Нижний Новгород)
Памятник Я. М. Свердлову в Нижнем Новгороде находится в сквере на углу улиц Большая Покровская и Октябрьская. Открытие памятника состоялось 5 ноября 1957 г. Авторы проекта — скульпторы П. И. Гусев и Н. М. Чугурин, архитектор В. Н. Рымаренко.

## История создания
Яков Михайлович Свердлов родился в Н. Новгороде 23 мая 1885. В начале 1890-х семья Свердловых переезжает в дом № 6 на ул. Большой Покровской. Здесь прошло детство, юность, становление профессионального революционера. Впервые вопрос о создании памятника революционеру был поставлен вскоре после смерти Я. М. Свердлова на заседании губисполкома в Нижнем Новгороде 27 апреля 1920 года. Но из-за отсутствия средств решение вопроса отложили. В 1947 году в бывшем доме Свердловых была создана мемориальная экспозиция музея Я. М. Свердлова. А в 1955 году объявили конкурс на памятник. Лучшую оценку получили за создание проекта и модели скульпторы П. И. Гусев и Н. М. Чугурин, архитектор В. Н. Рымаренко.

## Описание памятника
Авторы создали выразительную по образному решению скульптуру молодого, энергичного революционера Я. М. Свердлова, каким его видели в начале XX века на улицах Нижнего Новгорода, на собраниях рабочих и занятиях марксистского кружка.